# Estadio Flamarion Vasconcelos
El Estadio Flamarion Vasconcelos (en portugués: Estádio Flamarion Vasconcelos) apodado Canarinho, es un estadio de fútbol ubicado en la ciudad de Boa Vista, en el estado de Roraima, y que pertenece al gobierno regional de Roraima en el norte del país sudamericano de Brasil.
Inaugurado el 6 de septiembre de 1975, la estructrura fue bautizada inicialmente de Estadio 13 de septiembre. Años más tarde pasó a llamarse con su nombre actual como un homenaje póstumo al periodista de Roraima Flamarion Vasconcelos. Pero el estadio es conocido popularmente como Canarinho, porque este es el barrio donde se encuentra.
Obras de reforma y ampliación del estadio de Flamarion Vasconcelos empezaron en el primer semestre de 2012, siendo dirigidas por el gobierno del estado con los recursos del gobierno federal a un costo estimado de R $ 100 millones.